# Urban. La vida és nostra
Urban. La vida és nostra (títol original en castellà, Urban. La vida es nuestra) és una sèrie de televisió espanyola de drama romàntic creada per Jota Aceytuno i desenvolupada per Nico Frasquet, Amanda Encinas, Paloma Rando i Carlos del Hoyo per a Prime Video. Està produïda per Alea Media i protagonitzada per María Pedraza, Asia Ortega i Bernardo Flores. Es va estrenar en Prime Video el 4 d'octubre de 2023, abans d'emetre's pel canal Divinity. S'ha subtitulat al català.

## Trama
La sèrie s'enfoca en dues noies, la Lola (María Pedraza) i la Yanet (Asia Ortega), que s'embarquen en un viatge a Màlaga per fugir d'un present complicat i un futur encara més incert. Tot canvia quan coincideixen amb en Patrick (Bernardo Flores), un jove de barri que està prop d'aconseguir l'èxit en la música urbana.

## Repartiment

#### Principal
- María Pedraza com a Lola
- Asia Ortega com a María "Yanet"
- Bernardo Flores com a Patricio "Patrick" Hernández

#### Secundari
- Abril Montilla com a Tania
- Carlos Scholz com a Rubén
- Celia de Molina com a Eva
- Hugo Welzel com a Bryan
- Raquel Meroño com a Dolores

## Capítols
| Núm. | Títol                      | Direcció       | Guió                           | Data d'emissió original |
| --- | -------------------------- | -------------- | ------------------------------ | ----------------------- |
| 1 | «7 años de mala suerte»    | Koldo Almandoz | Nico Frasquet i Amanda Encinas | 4 d'octubre de 2023     |
| La Yanet està farta d'acumular fracassos en el seu intent per ser una estrella de la música. La Lola viu turmentada per uns pares que semblen haver dissenyat un futur per a ella. Totes dues coincideixen una nit i la Lola acaba causant l'acomiadament de la Yanet. Esgotada de viure atrapada en un somni, la Yanet decideix tornar a Màlaga, ciutat que va abandonar fa 7 anys per perseguir una aspiració que mai no va arribar. |                            |                |                                |                         |
| 2 | «¿Y ahora qué?»            | Koldo Almandoz | Nico Frasquet i Amanda Encinas | 4 d'octubre de 2023     |
| Després de l'eufòria de la seva primera nit al Palace, la realitat castiga la Lola i la Yanet. Tot i les dificultats de la seva nova vida a Màlaga, la Lola s'enfronta als seus pares a la recerca de la seva pròpia independència, mentre que la Yanet intenta rearmar les peces del seu passat a través d'en Bryan, el seu germà petit. La Lola, la Yanet i en Patrick entrellacen els seus destins entre frustracions i sentiments. |                            |                |                                |                         |
| 3 | «Sólo importa el fuego»    | Jota Linares   | Nico Frasquet i Amanda Encinas | 4 d'octubre de 2023     |
| La distància entre la Lola i la Yanet fa que la Lola connecti amb en Patrick i l'ajudi a compondre el pròxim tema. Per la seva banda, la Yanet viu la següent ronda de l'Urban KO amb por i ansietat. Busca la perfecció en la darrera oportunitat de ser cantant professional. Gràcies a l'ajuda de la Lola, en Patrick aconsegueix compondre un tema profund, ple de veritat i perfecte per passar de fase a l'Urban KO.             |                            |                |                                |                         |
| 4 | «Lo que es capaz de hacer» | Jota Linares   | Nico Frasquet i Amanda Encinas | 4 d'octubre de 2023     |
| La semifinal de l'Urban KO obliga a actuar junts a la Yanet i en Patrick, cosa a la qual la primera no està disposada. En Patrick, però, busca la manera de convèncer la Yanet regirant els sentiments d'aquell passat en comú. Aclaparada per la seva situació personal i confusa per les seves emocions, la Yanet es planteja una pregunta vital: fins on està disposada a arribar per complir els seus somnis?                      |                            |                |                                |                         |
| 5 | «¿Puedo quedarme aquí?»    | Koldo Almandoz | Nico Frasquet i Amanda Encinas | 4 d'octubre de 2023     |
| Després de ser rebutjada per la Yanet, la Lola torna a Madrid per afrontar el destí que els pares li han preparat: un màster a Londres. Per la seva banda, la Yanet pateix la culpa d'haver perdut la Lola i haver fet mal a en Patrick. Només queda guanyar el torneig de l'Urban KO i aconseguir aquest somni en companyia de l'Alonso, autoproclamat mànager de la noia en un vil moviment que amaga els seus propis interessos.    |                            |                |                                |                         |
| 6 | «Todo se acaba»            | Koldo Almandoz | Nico Frasquet i Amanda Encinas | 4 d'octubre de 2023     |
| Després de descobrir la traïció de l'Alonso i de veure que en Patrick l'ha deixada sense opcions, la Yanet abandona la Gran Final de l'Urban KO sumida en la seva fugida, i es retroba amb l'inesperat retorn de la Lola. En Patrick, envaït pels seus sentiments de culpa, acaba immolant-se davant del públic i confessa que li ha robat la lletra a la Yanet. L'escàndol provoca el caos al Palace.                                 |                            |                |                                |                         |

## Producció
El desembre de 2022, Mediaset España va anunciar que estava desenvolupant amb Alea Media una nova sèrie, titulada Urban. La vida és nostra per a Prime Video, amb María Pedraza, Asia Ortega i Bernardo Flores com a protagonistes. Per a la producció de la sèrie, es va organitzar un rodatge exprés a Màlaga, particularment en l'antiga presó provincial de la ciutat, que va concloure el febrer de 2023.

## Estrena
Quan la sèrie es va anunciar per primera vegada, Mediaset España va anunciar que la sèrie s'emetria en obert en un dels seus canals de televisió després de l'estrena a Prime Video. El 13 de setembre de 2023, Prime Video va publicar el tràiler de la sèrie i va anunciar que l'estrenaria el 4 d'octubre. El 5 d'octubre, tan sols un dia després de l'estrena a Prime Video, Mediaset va anunciar per sorpresa que el primer capítol de la sèrie s'emetria a Divinity el 6 d'octubre, encara que sense intencions d'emetre allí també els cinc capítols restants.